# Фавзи, Махмуд
Махмуд Фавзи (араб. محمود فوزى‎, англ.  Mahmoud Fawzi; 19 сентября 1900, Минуфия, Королевство Египет — 12 июня 1981, Каир, Арабская Республика Египет) — египетский политический деятель, Премьер-министр Египта в 1970—1972 годах, Министр иностранных дел Египта в 1952—1964 годах.

## Биография
Родился 19 сентября 1900 года в провинции Минуфия на юге дельты Нила в богатой помещичьей семье черкесского происхождения. Получил образование в Каирском, Ливерпульском, Римском и Колумбийском университетах, доктор международного права. С 1922 года на дипломатической работе, работал в посольствах и консульствах Египта в Италии, США, Японии (где с 1926 года служил генеральным консулом в Кобе) и Германии. С 1940 года был директором одного из департаментов министерства иностранных дел Египта, в 1941—1944 годах — генеральный консул в Иерусалиме (Британская подмандатная территория Палестина). Затем был переведён на дипломатическую работу в Вашингтон. С 1946 по 1952 год — представитель Египта в Совете Безопасности ООН, затем постоянный представитель в ООН. В июле 1952 года переведён послом в Лондон.

### Министр иностранных дел Египта
В октябре 1952 года отозван в Каир и в декабре назначен министром иностранных дел в правительстве генерала Мухаммеда Нагиба. Он сохранил свой пост во всех последующих правительствах, возглавляемых лидером Июльской революции Гамалем Абдель Насером, в 1958 году стал министром иностранных дел Объединённой Арабской Республики и сопровождал Насера в его первой поездке в Советский Союз.
С октября 1962 года был членом Высшего исполнительного комитета правящего Арабского социалистического союза.
26 марта 1964 года Махмуд Фавзи при формировании нового правительства оставил должность министра иностранных дел и был назначен одним из 11 заместителей премьер-министра Али Сабри. В его подчинении теперь находились новый министр иностранных дел Махмуд Риад и министр по делам культурных отношений с зарубежными странами Хусейн Халлаф. В 1965 году вновь посетил СССР в составе делегации ОАР
19 июня 1967 года был назначен специальным помощником президента Насера по иностранных делам в ранге министра.

### Премьер-министр Египта
В октябре 1970 года, после смерти президента Насера, также бывшего главой правительства, новый президент Египта Анвар Садат назначил Махмуда Фавзи новым премьер-министром страны. 21 октября 1970 года он принёс присягу вместе с членами кабинета. Однако уже 16 ноября последовала отставка правительства в связи с окончанием 40-дневного траура по Насеру и Фавзи сформировал новый кабинет.
Профессиональный дипломат, Махмуд Фавзи оказался одним из немногих высших руководителей партии и государства, оставшихся лояльными Садату в период его конфликта с Али Сабри. После того, как группа Сабри была отстранена от власти, он 14 мая 1971 года сформировал свой третий кабинет и вскоре покинул пост члена Высшего исполнительного комитета АСС. В следующий раз реорганизация правительства была произведена 10 сентября 1971 года.
16 января 1972 года президент Анвар Садат освободил Махмуда Фавзи от обязанностей премьер-министра  и назначил его одним из вице-президентов страны.

### После ухода
В 1974 году Махмуд Фавзи ушёл в отставку с поста вице-президента и жил частной жизнью.
Скончался 12 июня 1981 года в Каире в отделении интенсивной терапии больницы Демердаш, куда был доставлен с тромбом сосудов головного мозга. На следующий день по указанию Анвара Садата о смерти Фавзи сообщили ведущие египетские издания.